# Abramo ripudia Agar e Ismaele
Abramo ripudia Agar e Ismaele è un dipinto del 1657 realizzato dal Guercino, commissionatogli a Cento per essere portato in dono al cardinale Lorenzo Imperiali, legato pontificio a Ferrara. Attualmente è conservato alla Pinacoteca di Brera di Milano.

## Storia e descrizione
Il soggetto dell'opera è tratto dal Libro della Genesi. È infatti raffigurato l'episodio della cacciata di Agar e suo figlio Ismaele da parte di Abramo. Stando a quanto riportato nella Genesi, Agar era la schiava di Sara, moglie di Abramo: quando questi raggiunse l'età di 86 anni, sua moglie gli chiese di giacere con Agar per poter avere un figlio. Quattordici anni dopo - Abramo aveva 100 anni -, Sara diede alla luce suo figlio Isacco e ordinò ad Abramo di mandare via Agar e Ismaele, cosa che effettivamente accade, ma non prima che Abramo si fosse accertato di fare quanto voluto da Dio.
Guercino sceglie di rappresentare il momento esatto nel quale Abramo scaccia Agar. Tutti e quattro i personaggi sono tra loro vicini; Abramo è raffigurato con barba e turbante, secondo una tradizionale iconografia, mentre è rivolto dinanzi alla schiava, che su di un lato tiene un sacchetto da viaggio. Alle spalle di Abramo si può scorgere la figura di Sara, che dà le spalle al patriarca. Lei è la responsabile di quanto sta accadendo e, sebbene sia voltata di spalle, ascolta attentamente la conversazione. Sul lato opposto vi è Ismaele, in lacrime, che tenta di proteggersi tra le braccia della madre. Abramo è visibilmente straziato: con la mano destra ordina con fermezza l'allontanamento, ma con la sinistra pare assumere una posizione benedicente.